# It's show time
「It's show time」（イッツ・ショウ・タイム）は、2009年4月30日に発売された榊原ゆいのシングル。

## 収録曲
1. It's show time
  - PCゲーム『タイムリープぱらだいす』オープニングテーマ
2. メロディータイム
  - PCゲーム『タイムリープぱらだいす』エンディングテーマ
3. It's show time（inst）
4. メロディータイム（inst）